# Lycaena tomyris
Lycaena tomyris är en fjärilsart som beskrevs av Grum-grshimailo 1890. Lycaena tomyris ingår i släktet Lycaena och familjen juvelvingar. Inga underarter finns listade i Catalogue of Life.